# پنجه‌گرگیان
پنجه‌گرگیان (Lycopodiaceae) تیره‌ای از گیاهان آوندی ابتدایی هستند.
گیاه کبریت هم به این تیره تعلق دارد.
پنجه‌گرگیان هاگ‌هایی بر روی ساختارهای ویژهٔ نوک جوانه‌های خود دارند که با گرزهای کوچک شباهت دارد.
گیاهان این تیره، گیاهانی بدون گل هستند که دانه هم تولید نمی‌کنند.
این گیاهان از راسته پنجه‌گرگ‌سانان Lycopodiales، ردهٔ گیاهان کبریت (Lycopodiopsida) شاخهٔ پنجه‌گرگ‌تباران Lycopodiophyta هستند.
اگرچه پنجه‌گرگیان خویشاوندان سرخس‌ها می‌باشند، ولی چندان شباهتی به آن‌ها ندارند. یکی از نمونه‌های مشهور پنجه‌گرگیان؛ پنجه‌گرگ می‌باشد. چندین گونه پنجه گرگ وجود دارد که بیشتر آن‌ها در مناطق کوهستانی و زمین‌های بایر می‌روید. این گیاهان معمولاً بر روی زمین می‌خزند و اغلب شبیه شاخه‌های سروی می‌باشند که بر روی خاک دراز کشیده باشد. در فاصله‌های معینی از ساقهٔ گیاه، ریشه‌هایی خارج شده و در زمین فرومی‌روند.